# قلعة أنقرة
تُعتبر قلعة أنقرة من المعالم السّياحيّة في العاصمة التركيّة، حيث تقع على قمّة تل مُطلّة على أنقرة القديمة، تعرف القلعة أيضًا باسم “قلعة كاليسي"، وتحيط بها تحصينات تاريخيّة يعود أصلها إلى القرنين السابع والتاسع الميلادييّن.
تضمّ المنطقة المحيطة بالقلعة العديد من المنازل العثمانيّة القديمة والمطاعم التقليديّة، ممّا يمنحها طابعًا تاريخيًا، كما توفر القلعة إطلالة بانوراميّة على المدينة.
هناك سجلات تشير إلى أنّ الجدران الداخليّة للقلعة بناها البيزنطيّون في القرنين السابع والتاسع. وتشير بعض السجلات الأخرى إلى أنّ القلعة بناها الحيثيّون الذين حكموا في القرن السادس عشر. قام السلاجقة بتوسيعها وهي تضمّ أكثر من عشرين برجًا.
التاريخ: 
قلعة أنقرة من المعالم الأثريّة القديمة جدا، بعض المصادر مثل وكالة الأناضول تقول أنّ القلعة بُنيت بين عام 476 و33 قبل الميلاد، بينما تقول مصادر اخرى انها بُنيت في عهد الإمبراطوريّة الحيثيّة التي حكمت منطقة شمال وسط الأناضول في عام 1600 قبل الميلاد، حيث بنى الحيثيّون هذه القلعة لتكون لهم بمثابة مقر عسكريّ وحصنًا لإمبراطورتيّهم، إلا أنه لا توجد آثار مؤكّدة تعود لتلك الفترة. 
خلال العصور المختلفة شهدت القلعة عمليّات ترميم عديدة، حيث أنّ في القرن السابع الميلاديّ قام الرومان بترميمها، ومن ثمّ أضاف الإمبراطور البيزنطيّ ميخائيل الثاني جدرانًا جديدة في القرن التاسع الميلادي. 
وفي عام 1073، سيطر السلاجقة على القلعة، وتبعهم العثمانيّون في عام 1832 الذين أجروا إصلاحات إضافيّة.
اليوم، تُعَدُّ القلعة مركزًّا ثقافيًّا وسياحيًّا، حيث تُوفِّر إطلالات بانوراميّة على مدينة أنقرة، وتُحيط بها منازل عثمانيّة تقليديّة ومطاعم تقدم المأكولات المحليّة، ممّا يجعلها وجهة مناسبة للزوّار الراغبين في استكشاف تاريخ المدينة.
الطراز المعماريّ:
من حيث المعالم والطراز المعماريّ يُمكن تقسيم أنقرة الى جزئين:
القلعة الداخليّة _ حيث يوجد جدار داخليّ والذي يبلغ ارتفاعه بين 14-16 مترًا، ويحتوي على 42 برجًا.
القلعة الخارجيّة _ تُحيط بالقلعة الخارجيّة جدران مزوّدة بعشرين برجًا، تمتدّ على أطراف المدينة القديمة لتشكّل درعًا حاميًا للقلعة.
ويوجد للقلعة بابان أحدهما خارجيّ، والآخر داخليّ ويسمّى "باباي حصار"، وتبلغ مساحة القلعة الإجمالية 43 كيلومترًا مربعًا.
المعالم
هنالك العديد من المعالم داخل القلعة، من أبرزها:
- برج الساعة: بُني في عام 1885 بواسطة الفرنسيّين، ويقع على يسار المدخل الرئيسيّ.

- المنازل القديمة: تحتضن القلعة حوالي 600 منزل تاريخيّ، بالإضافة إلى مقتنيات أثرية مثل المدافع والأسلحة القديمة.

- السّاحات التجاريّة: توجد ساحات صغيرة تُستخدم كمناطق تسوّق، مما يعكس الحياة التجاريّة في الماضي.

- الممرات السريّة: تضمّ القلعة العديد من الأبواب والممرّات الخفيّة التي كانت تُستَخدم بمثابة مخارج طوارئ خلال الحروب.

- متحف الحضارات الأناضوليّة: يقع هذا المتحف داخل القلعة، وقد تأسّس في عام 1921 بدعم من مصطفى كمال أتاتورك، مؤسس الجمهوريّة التركيّة.
- المساجد والكنائس: تحتوي القلعة على مسجد السلطان علاء الدّين، وهو تحفة معماريّة بُنيت على الطراز الإسلاميّ، كما كانت تضمّ كنائس أرمنيّة ويونانيّة في السابق.